# Marianne Woods
Marianne Woods (12 d’octubre de 1781 – 1870) va ser una professora escocesa coneguda per ser una de les protagonistes d’un dels casos amb més ressò de l’època en la qual es posaven en dubte els límits de l'amistat romàntica entre dues dones.

## Biografia
Filla de pastor protestant, Woods va néixer a Escòcia a finals del segle xviii en el si d’una família benestant.
Als 15 anys va marxar de la casa on vivia amb els pares i va instal·lar-se al domicili dels tiets, William Woods i Anne Quelch Woods. És a partir de la relació que estableix amb el tiet, el qual era un conegut actor i professor, que la vida laboral de Woods començà a encaminar-se cap al món de la docència.
William Woods va encarregar-se d’ensenyar-li tot el que sabia sobre retòrica, eloqüència i literatura. Més endavant, va proposar-li fer d’assistent a les seves classes de manera que alhora que l’ajudava, podia seguir formant-se.
L’any 1802 William va morir i ella, decidida a prolongar la formació, va decidir marxar a Londres on va treballar com a ajudant d’institutriu a la Camden House Academy.
Paral·lelament, va matricular-se a les classes d’art de l’Acadèmia de la Senyora Dallaway moguda per l’anhel d’aprendre com introduir la perspectiva artística a l’àmbit docent. Aquest fet va ser un punt d’inflexió en la seva vida ja que va ser a l’acadèmia on va conèixer a Jane Pirie amb qui més tard obriria un internat-escola per a dones de classe mitjana.
Durant els següents anys, l’increment de famílies benestants que apostaven per la formació de les filles sota el preàmbul d’una voluntat de mobilitat de classe i emmarcades dins d’una lògica de “refinament”, va suposar un creixement de la demanda d’institutrius. Per la qual cosa, a Woods mai li va faltar la feina.
El 15 de maig de 1809, moguda per la concepció emancipadora de pensadores de l’època -com per exemple Mary Wollstonecraft- va decidir obrir la seva pròpia escola acompanyada de la seva tieta i la seva gran amiga Jane Pirie.
L'escola, batejada amb el nom de “Mss Pirie’s and Miss Wood’s School for Young Ladies”, va ubicar-se a Drumsheugh, un poble proper a Edimburg. Les aules s’inauguraven a un antic edifici de propietat nobiliària situat a Queen Street. La missió de l'escola era instruir a dones joves per tal que aprenguessin diferents disciplines i sobretot, formes de comportar-se dins d’un marc protocol·lari singular de la classe social a la qual aspiraven.
Poc a poc, gràcies a la influència de Dame Helen Cumming Gordon, membre d’una influent família del poble, l'escola va començar a omplir-se.

## El cas de Marianne Woods i Jane Pirie
El maig de 1811, Lady Cumming Gordon va emplaçar les famílies de les alumnes a marxar de l'escola, tot apel·lant al comportament inadequat d’ambdues mestres. Les va acusar públicament de mantenir relacions sexuals. Sembla que, de nit, ella havia escoltat converses i sons sospitosos que apuntaven amb claredat que la seva relació traspassava agosaradament els límits de l’amistat. 
She wakened one night with a whispering, and heard, Miss Pirie say, “O do it Darling [punctuation sic], and Miss Woods said, “Not to night;”... then Miss Pirie pressed her again to come in, and she came in, and she lay above Miss Pirie... Miss Woods began to move, she shook the bed, and se [Cumming] heard [a noise like]... putting one’s finger in the neck of a wet bottle... [Finally] she heard Miss Woods say to Miss Pirie, “Good night, Darling, I think I have put you in the way to get a good sleep to-night.” (State of the Process,” pp.70, 73.)
Així doncs, les acusacions de Gordon van acabar amb la reputació d’ambdues i en qüestió de dues setmanes l'escola va buidar-se.

Davant de la nova conjuntura, Woods i la seva companya Pirie van decidir denunciar Lady Cumming Gordon per injuries i calúmnies. I ella va defensar-se apel·lant, un cop més, a l’acusació de “pràctiques indecents i luxurioses” i d’una “conducta criminal i impròpia” per part de les institutrius.
TO: The Judges of the Second Division FROM: Allan Maconochie, Lord Meadowbank RE: Miss Woods and Miss Pirie Against Dame Helen Cumming Gordon Miss Jane Pirie and Miss Marianne Woods, the owners and operators of a school for girls at Drumsheugh, are suing Dame Helen Cumming Gordon for libel. They charge that by publicly accusing them of improper and criminal conduct, Dame Cumming Gordon has injured their reputations and ruined their school. Miss Woods and Miss Pirie are asking for ten thousand pounds in damages. Dame Cumming Gordon pleads in defence that she had been credibly informed and that she therefore believed that the plaintiffs had been guilty of indecent practices. (See accompanying statement for Dame Cumming Gordon.) On that account she had taken her granddaughters from the school, and she had notified only those parents to whom she had recommended the school that she was dissatisfied with the conduct of the mistresses.

## El veredicte
L’any 1819 el jutge del cas va deliberar a favor de les docents. Sentenciava que era impossible que se les acusés d’un delicte que no existia. En altres paraules, no podien haver mantingut una relació lèsbica perquè el lesbianisme no existia.
Els motius pels quals el jutge va fallar a favor quedaven influïts pel pensament de l’època. Per una banda, era impensable que dues dones es comportessin d’aquella manera en un espai compartit amb una tercera persona que fàcilment podia veure-les i/o sentir-les. Per l’altra, era inconcebible que dues dones benestants accedissin per voluntat pròpia a mantenir relacions sexuals per gaudi propi. Era característic de l’imaginari col·lectiu de l’època que l’única raó per la qual les dones tenien sexe era per procrear.
A més, els arguments quedaven reforçats pels prejudicis racials de l'única testimoni la qual era menystinguda pel seu color de pell i per ser filla bastarda.

Part de la defensa que va adoptar l’advocat de Woods i Pirie va consistir a demostrar que el lesbianisme no existia i que, a més a més, dues personalitats tan impecables com elles, eren incapaces de cometre tal indecència. Ans al contrari, ambdues eren cristianes i amb fefaents valors morals -provats a partir de l'estreta relació d’amistat romàntica que mantenien.
Could two people engage in venereal activity though the male sex is absent? one judge asked. "Could murder be committed by hocus-pocus or pawwawing?" Without an instrument the act is impossible, the judge decided. "Copulating without penetration of the female, or the gratification of wild and unnatural lust committed in sport [i.e., in mere imitation of heterosexual intercourse], and in the course of long chitchat and whispers [e.g., "You are in the wrong place," etc.], appear to me to possess much of the same character [as murder committed by hocus-pocus],—much like charging a rape as committed en gaiete du coeur, and in the course of small talk."